# Alsózsolca
Alsózsolca [alšóžolca] je město v severovýchodním Maďarsku v župě Borsod-Abaúj-Zemplén, spadající pod okres Miskolc, nacházející se asi 4 km na východ od Miškovce. Městem protéká řeka Sajó. V roce 2015 zde žilo 5 683 obyvatel. Podle údajů z roku 2001 zde bylo 85 % maďarské a 15 % romské národnosti, a byla zde i malá slovenská menšina (2 obyvatelé).
Název znamená "dolní Zsolca". Přívlastek "alsó" (dolní) odlišuje město od "horní Zsolcy" (Felsőzsolca).
Nejbližšími městy (kromě Miškovce) jsou Felsőzsolca, Nyékládháza a Onga. Poblíže jsou též obce Belegrád, Hernádkak a Sajólád.
Poblíže města prochází dálnice M30, do Alsózsolcy se z ní lze dostat výjezdem 24.